# Bătălia de la Nicopole (1877)
Bătălia de la Nicopole a fost o bătălie din cadrul Războiului Ruso-Turc (1877-1878) între trupele țariste și cele otomane pe 16 iulie 1877.
Armata rusă, care traversa Dunărea, se apropia de orașul fortificat Nicopole. Comandantul otoman Osman Pașa este trimis cu trupele din Vidin pentru a se opune trecerii Dunării. Osman își propune să consolideze și să apere Nicopole. Dar noul corp rus, sub comanda generalului Nikolai Kridener, au capturat orașul înaintea sosirii lui Osman, care s-a văzut obligat să se retragă la Plevna.